# Kråk-Pertjärnen
Kråk-Pertjärnen är en sjö i Älvdalens kommun i Dalarna och ingår i Dalälvens huvudavrinningsområde.